# Jean V d'Arkle (1362-1428)
Jean V d'Arkle (en néerl. Jan V van Arkel) (Gorinchem, 1362 - Leerdam, 25 juillet 1428 ou août 1428) était seigneur d'Arkel, Bar-Pierrepont, Malines, ambachtsheer de Haastrecht, Hagestein et du Conseil de Hollande, maître de des finances et stathouder de Hollande, Zélande et Frise occidentale (entre 1390-1396).

## Biographie

### Jeunes années
Jean était le fils d'Othon d'Arkel (ca.1330-1396) et d'Elisabeth de Bar-Pierrepont (†1410), dame de Pierrepont. Vers 1376, il épousa Johanna de Juliers (-1394), fille de Guillaume VI de Juliers, et reçut en cadeau de mariage de sa belle-mère Marie de Gueldre, les droits de succession sur la "Terre de Malines", de son père le domaine Hagestein en pleine possession et de sa mère il a hérité de la propriété de "Pierrepont" sur la Moselle. À l'hiver 1386-1387, Jean V a participé à la «croisade prussienne» sous la direction de son oncle Guillaume VII de Juliers et de Guillaume IV de Hainaut. Dans la période 1387-1390, il a combattu aux côtés de son père dans un conflit territorial contre les seigneurs de Vianen. Cela concernait la possession des villages tels que Meerkerk, Hoog Blokland, Zijdervelt et Ameide, qui appartenaient tous aux d'Arkel. À partir de 1390, il rejoint le conseil de la cour du comte de Hollande, Albert Ier de Hainaut, et se voit confier les postes de maître de la monnaie et de stathouder. Pendant le «soulèvement des Hameçons de 1391-1393» dans les conflits entre Hameçons et Cabillauds, la position de Jean V a été renforcée parce qu'Albert Ier et son fils Guillaume IV étaient en lutte après le meurtre d'Adélaïde de Poelgheest. Cependant, il y eut un renversement de situation après 1396, car le père et le fils se sont réconciliés. À l'été 1398, van Arkle participa à la "campagne frisonne" sous Albert Ier.

### Guerres d'Arkle 1401-1412
Au printemps 1401, Jean V abandonna sa «vassalité» envers Albert Ier et peu de temps après, des raids de pillage dans l'Alblasserwaard et le Krimpenerwaard furent menés par Jean V et Guillaume IV riposta en pillant la Terre d'Arkle. Cela aboutit aux Guerres d'Arkel (1401-1412), qui débutera au siège de Gorinchem en 1402, après 12 semaines de siège, D'Arkle dut s'incliner et s'excuser auprès d'Albert Ier et Guillaume IV. Albert pensait que la peine était suffisante, mais il mourut en décembre 1404. Son successeur, Guillaume IV, reprit le fil du conflit en 1405 avec le Siège d'Hagestein et Gasperden défendu par Jean Le Bastard d'Arkel, un demi-frère de Jean V.
Après la chute d'Hagestein, le conseil municipal de Gorinchem a voulu destituer le seigneur d'Arkle et a poussé son fils Guillaume Othon d'Arkel en avant. Jean V a alors sollicité le soutien de son beau-frère Renaud IV de Gueldre et lui a promis la "Terre d'Arkle" en 1407 et a obtenu l' ambacht d'Ooyen en retour. En 1412, la guerre prit fin avec un accord de paix signé à Duurstede. La Terre d'Arkle reviendra au comté de Hollande et la Gueldre a reçu une compensation financière de 100 000 couronnes françaises.

### Captivité 1415-1428
Malgré le fait que Jean d'Arkle ait été privé de ses biens en Hollande, il est lui-même resté impuni, à moins de mettre le pied sur le sol hollandais, il pourrait être emprisonné. En 1415, Antoine de Brabant a été tué à la Bataille d'Azincourt et Jean d'Arkle a assisté à ses funérailles à Bruxelles. Sur le chemin du retour, il a été enlevé près de Zevenbergen, par Geert van Strijen (nl) et emmené en Hollande. Il fut emprisonné à La Haye, à la Gevangenpoort  et y fut interrogé sur une éventuelle révolte contre Guillaume IV de Hollande. En 1417, D'Arkle est transféré à la prison de Gouda, son fils Guillaume Othon fait une tentative de soulèvement à Gorinchem en décembre de cette année, ce qui lui coûta la vie. Dans la "Reconciliation de Woudrichem (nl)" en 1419, il fut décidé que Jean d'Arkle serait transféré de Gouda à Zevenbergen. En 1426-27, D'Arkle fut libéré et Philippe le Bon lui donna l'usufruit de Schoonrewoerd et Leerdam, ville dans laquelle il mourut en août 1428.

## Mariage et enfants
Jean d'Arkle s'est marié le 18 octobre 1376 avec Jeanne (Johanna) de Juliers, fille du duc Guillaume VI de Juliers et héritière de Gueldre. Ils ont eu deux enfants ensemble:
- Guillaume Othon d'Arkel († Gorinchem, 1er décembre 1417)
- Marie d'Arkel († IJsselstein, 1415), qui a épousé Jean II d'Egmont.

Il a en outre engendré des bâtards:
- Otto († Utrecht, 1475), épousa Jacobje van Arkel et eut des descendants.
- Henneke († 1420), qui a épousé Jan van Egmond seigneur de Wateringen.
- Dirk

Sa femme était décédée prématurément, en 1394. Guillaume d'Arkle, leur fils, mourut lorsqu'il tenta de reprendre la ville de Gorinchem, que possédait la lignée depuis de nombreuses années. Il avait alors entre 30 et 34 ans. Comme Guillaume n'avait aucun descendant - à part quatre filles bâtardes - la dynastie D'Arkle prit fin. La Terre d'Arkle passa en grande partie aux mains de la Hollande et du duc de Gueldre.